# 趙聿修紀念中學
趙聿修紀念中學（英語：Chiu Lut Sau Memorial Secondary School，簡稱趙中、CLS、CLSMSS），位於新界元朗，為香港一所官立英文中學，由港英麥理浩政府於1979年創辦，創校時為文法學校。趙聿修紀念中學倡議人為榮華餅家創辦人趙聿修。

## 大事紀
- 建校構思起源於1970年代早期，當時榮華餅家創辦人趙聿修向教育署提倡在元朗興建一所官立文法中學。為了落實計劃，趙聿修捐贈港幣100萬元供興建學校和購買設備之用。
- 1976年10月，教育署同意在元朗撥地建校，以學校倡議人趙聿修命名為「趙聿修紀念中學」。
- 1981年1月30日，時任港督麥理浩爵士出席趙聿修紀念中學的開幕儀式，勒石立碑。
- 1981年至2000年期間，作為該校禮堂的聿修堂被區域市政局用作社區文康用途，後來才由元朗劇院取代。

## 著名校友
- 賈勝楓：電影《流水落花》導演
- 戴麟︰2012年榮獲香港青年工業家獎，2016創辦非牟利的樹宏學校，香港第一間華德福小學並擔任校監。2023擔任音樂兒童基金會主席。
- 馬德鐘︰著名影視演員，無綫電視藝員
- 張筱蘭︰香港大學社會科學院名譽助理教授，藝人馬德鐘太太
- 馮佩樂︰前無綫新聞首席記者、主播
- 鍾港武，BBS，JP︰民建聯成員，前油尖旺區議員
- 李致和︰前香港三項鐵人代表
- 葉雅傑︰2019渣打馬拉松十公里組別冠軍，2021香港渣打馬拉松十公里全場季軍及組別冠軍，第六屆及第七屆港運會五千米冠軍及紀錄保持者
- 簡佩堅︰2000年度香港小姐亞軍，同年世界小姐香港代表
- 李思雅︰無綫電視藝員兼體育主持，前香港女子網球代表隊成員
- 鄧淑明，MH，JP：2006年榮獲「香港十大傑出青年獎」，前葵青區議會委任議員
- 容羨媛︰無綫電視藝員及節目主持
- 林伽遙︰前有線新聞主播
- 黃敬佩︰香港填詞人
- 朱子穎︰香港教育界「學校黑武士」、2018年獲選為香港十大傑出青年，現任德萃幼稚園部及小學部總校長

## 外部連結
- 趙聿修紀念中學 （页面存档备份，存于）
- 趙聿修紀念中學校友會
- 趙聿修紀念中學家長教師會 （页面存档备份，存于）
- 趙聿修紀念中學網上相簿 （页面存档备份，存于）
- 趙聿修紀念中學國民教育關注組

22°26′32″N 114°01′21″E / 22.442358°N 114.022374°E
- Annual Speech Day 2020（页面存档备份，存于）
- 學校管理委員會（页面存档备份，存于）
- （页面存档备份，存于）
- （页面存档备份，存于）
- 探討葉問詠春如何在港傳播　新書多張首刊照片見證戰後香港武林（页面存档备份，存于）